# Montravel Rock
Der Montravel Rock (französisch Roche Montravel) ist ein Klippenfelsen vor der nordwestlichen Küste der Trinity-Halbinsel im Norden des Grahamlands auf der Antarktischen Halbinsel. Er liegt 18 km nördlich des Kap Legoupil.
Teilnehmer der Dritten Französischen Antarktisexpedition (1837–1840) unter der Leitung des Polarforschers Jules Dumont d’Urville entdeckten ihn im Februar 1838. D’Urville benannte ihn nach Louis Tardy de Montravel (1811–1864), Offizier an Bord seines Schiffs Zélée.
Das Advisory Committee on Antarctic Names übertrug die französische Benennung im Jahr 1952 ins Englische.